# Boarmia postalbida
Boarmia postalbida là một loài bướm đêm trong họ Geometridae.